# I. e. 10
Évszázadok: i. e. 2. század – i. e. 1. század – 1. század
Évtizedek: i. e. 60-as évek – i. e. 50-es évek – i. e. 40-es évek – i. e. 30-as évek – i. e. 20-as évek – i. e. 10-es évek – i. e. 1-es évek – 1-es évek – 10-es évek – 20-as évek – 30-as évek
Évek: i. e. 15 – i. e. 14 – i. e. 13 – i. e. 12 –  i. e. 11 – i. e. 10 – i. e. 9 – i. e. 8 – i. e. 7 – i. e. 6 – i. e. 5

## Események

### Római Birodalom
- Africanus Fabius Maximust és Iullus Antoniust választják consulnak.
- Nero Claudius Drusus folytatja germániai hadjáratát és fahidat építtet a Rajna bal mellékfolyóján, a Nahén. A Chatti és a Sicambri törzsek megtámadják a táborát, de visszaveri őket, majd a Chatti sereget követve legyőzi és meghódoltatja őket.
- Drusus, Tiberius és Augustus császár Gallia központjába, Lugdunumba utazik, ahol felszentelik a császár istenségének imádatára emelt Három Gallia oltárát.
- A rómaiak katonai tábort hoznak létre Noviomagus Nemetumnál (ma Speyer).
- Rómában elkészül a Solarium Augusti, egy hatalmas napóra, amelynek mutatója egy egyiptomi obeliszk.

## Születések
- augusztus 1. – Claudius, római császár[1]
- I. Heródes Agrippa, júdeai király
- Domitia Lepida Minor, Lucius Domitius Ahenobarbus és Antonia Maior leánya.
- Antonia Tryphaena, trákiai királynő
- Marcus Verrius Flaccus, római grammatikus
- Thusnelda, Arminius germán hadvezér felesége

## Fordítás
- Ez a szócikk részben vagy egészben  a(z)   10 v. Chr. című német Wikipédia-szócikk ezen változatának fordításán alapul.  Az eredeti cikk szerkesztőit annak laptörténete sorolja fel. Ez a jelzés csupán a megfogalmazás eredetét és a szerzői jogokat jelzi, nem szolgál a cikkben szereplő információk forrásmegjelöléseként.